# Coyville (Kansas)
Coyville es una ciudad ubicada en el de condado de Wilson en el estado estadounidense de Kansas. En el año 2010 tenía una población de 46 habitantes y una densidad poblacional de 65,71 personas por km².

## Geografía
Coyville se encuentra ubicada en las coordenadas 37°41′8″N 95°53′50″O / 37.68556, -95.89722 (37.685436, -95.897147).

## Demografía
Según la Oficina del Censo en 2000 los ingresos medios por hogar en la localidad eran de $19,792 y los ingresos medios por familia eran $59,375. Los hombres tenían unos ingresos medios de $47,750 frente a los $18,750 para las mujeres. La renta per cápita para la localidad era de $15,012. Alrededor del 6.7% de la población estaban por debajo del umbral de pobreza.